# Недопекина, Кристина Анатольевна
Кристина Анатольевна Недопекина (30 мая 1989, Кингисепп, Ленинградская область) — российская и казахстанская гандболистка, мастер спорта.
Выступала за юношескую и молодежную сборную России по гандболу, а также за российские клубы: КСК «Луч» (Москва) и «Звезда» (Московская область, г. Звенигород).

## Биография
Уже с детства отличалась хорошими спортивными данными от сверстников в школе, выиграв городские соревнования по различным видам спорта. Воспитанница детско-юношеской спортивной школы (г. Кингисепп).
В составе Приморской школы г. Санкт-Петербурга завоевала серебряную медаль Первенства РФ по гандболу среди девушек (1988 г.) и была признана «Лучшим игроком команды».
В 2003 г. возрасте 14 лет была приглашена в Московское училище Олимпийского резерва № 1, где стала выступать за столичный «Луч-УОР 1» в высшей лиге.
В 2006 году в составе юношеской сборной России по гандболу завоевала серебряную медаль «Открытого Первенства Европы» в Швеции (Гётеборг).
2010 — вошла в «тройку сильнейших бомбардиров России по гандболу среди женщин».
В мае 2011 года получила приглашение от казахстанского клуба «Сейхун Кам» (Кызыл орда). В составе этой команды выиграла Чемпионат Казахстана.
В ноябре 2011 году дебютировала за национальную сборную Казахстана по гандболу. Неудачное выступление на Азиатских играх (Китай) в (октябре) 2011 году (4 место) не помешало через 2 месяца (декабрь 2011) выиграть Чемпионат Азии среди женщин по гандболу (Казахстан).
2012 год ознаменовался переходом из столичного «Луча» в Звенигордскую «Звезду» (Московская область).
Декабрь 2012 года — участие в Чемпионате Мире по гандболу (Бразилия)[каком?]. Получив серьезную травму была вынуждена завершить спортивную карьеру.